# Aliette Espieux
Aliette Espieux (Carpentras, Provenza-Alpes-Costa Azul, 5 de mayo de 1999) es una activista provida y política francesa. Es portavoz de la Marcha por la Vida desde septiembre de 2019.
Como portavoz de la Marcha por la Vida, un movimiento vinculado al catolicismo tradicionalista, a menudo es convocada para hablar en la esfera pública sobre temas relacionados con el aborto, la eutanasia y el suicidio asistido, el feminismo, la procreación médicamente asistida, maternidad subrogada, homosexualidad, identidad transgénero, derechos LGBT+, bioética y ciertas cuestiones sociales en general. Muestra una cierta posición respecto a las mujeres que ella misma describe como feminista esencialista y provida, oponiéndose al aborto, a la transición de género, e incluso a la contracepción y a la “teoría de género”.
También participa en la política, mostrándose junto a personalidades de extrema derecha.

## Primeros años y educación
Espieux es la menor de trece hijos (ocho varones y cinco mujeres). Sus padres son Bruno Espieux, comisario coronel del Ejército del Aire y Caballero de la Legión de Honor, y Christine Cumunel.
Católica ferviente, como sus padres, descubrió la oposición al aborto y a la eutanasia al asistir a varias marchas con su familia durante su infancia. Cuenta en particular que quedó marcada a los seis años por un Rosario organizado por el médico embriólogo Xavier Dor, en el cual contramanifestantes de extrema izquierda atacaron a los participantes.

## Política
En 2020, apoyó la candidatura del candidato de Agrupación Nacional (RN) Olivier Pirra durante las elecciones municipales en el quinto sector de Lyon. Pirra terminó en la sexta posición entre veinticuatro candidatos en su lista Por el amor de Lyon.

## Posiciones ideológicas
Desde el comienzo de su activismo, Espieux ha defendido la idea de que el aborto es violencia contra la mujer. Se describe a sí misma como una «feminista provida».
En 2022, como portavoz de la Marcha por la Vida, se opuso al proyecto de ley de la diputada renacentista Albane Gaillot, que pretendía aumentar el periodo de aborto de 12 a 14 semanas. Con su equipo, organizó una manifestación en la plaza del Trocadero de París como muestra de esta oposición. También invitó a Gaillot a un debate.
Aunque en general se opone a todo el texto de la ley de Gaillot, Espieux expresó especialmente su desaprobación sobre la cuestión de la cláusula de conciencia para los médicos que deben practicar abortos. Ella cree que con «la eliminación de la cláusula de conciencia, [eliminaremos] el carácter específico de este acto».
En noviembre de 2023, acogió con satisfacción la decisión de la Corte Suprema de los Estados Unidos de eliminar el derecho federal al aborto.
Afirma que «mientras se fomente el aborto y se presente como un derecho fundamental, en Francia no podremos posicionarnos como mujeres ni en nuestro trabajo ni en nuestras relaciones de pareja. No seremos respetados como tales. Así que nosotras, las mujeres, nos movilizamos y juntas alzamos nuestros puños y nuestras voces contra estas leyes».
Despieux también está en contra de la píldora del día después y de la anticoncepción. Según ella, se trata de herramientas que borran a la mujer del sentido biológico de la feminidad, que su visión del feminismo conserva exclusivamente.

## Influencia
En 2020, habló con el activista neonazi y revolucionario nacional Eliot Bertin durante una manifestación del colectivo Marchons enfants. En sus redes sociales, comparte las acciones del colectivo Lyon Populaire, del que Bertin es fundador.
En abril de 2023, denunció en las redes sociales, junto con otros militantes católicos y representantes del partido Reconquête, la celebración de una sesión de DJ organizada por el colectivo Quai de Saône en el tejado de la Basílica Notre-Dame de Fourvière. El evento fue cancelado por la fundación que gestionaba el sitio.
Espieux también es citada por la Fundación Mujeres, en su informe de 2024 sobre propaganda antiabortista, como uno de los Reales de la red social Instagram, a la que nos dirigimos en un 20% de los casos cuando indagamos sobre el aborto sin seguir específicamente a antiabortistas o contenido sobre el aborto.